# El Scorcho
"El Scorcho" é uma música da banda americana de rock alternativo Weezer, lançada em 1996 como primeiro single do seu segundo álbum, Pinkerton. O single foi lançado a 24 de Setembro de 1996, com o vídeo musical a apresentar a banda a tocar num espaço velho em Los Angeles (como é revelado no DVD dos Weezer Video Capture Device), cercado por dispositivos luminosos de origem diversa, piscando com o ritmo da música. O nome da música terá supostamente vindo de um pacote de molho picante do restaurante Del Taco, chamado "Del Scorcho".
A música foi de algum modo um single pouco convencional da banda, apresentando acordos lentos e soltos, contribuições vocais improvisadas de todos os membros da banda, mudanças bruscas para tempos duplos e um estilo musical diferente para a transição. A faixa fracassou comercialmente; várias estações de rádio recusaram-se a passar a música e o vídeo foi desprezado pela MTV. Esta foi considerada como uma das causas para o fracasso comercial inicial do álbum.
Apesar de tudo, a música foi extremamente popular na Austrália e atingiu o 9.º lugar na tabela Triple J Hottest 100, uma recolha nacional conduzida pela estação de rock alternativo Triple J para as músicas alternativas mais populares do ano. Foi subsequentemente lançada em 1996 na Triple J Hottest 100 Compilation.
A música está disponível como faixa para descarregamento na série de jogos Rock Band.

## Inspiração
Rivers Cuomo mencionou numa entrevista em 2006 ao jornal da Universidade de Harvard, The Crimson, que os versos que referiam "Cio-Cio San" e "watching Grunge leg-drop New Jack" foram na realidade retirados de uma composição de um colega seu em Harvard numa aula de Redacção Expositiva. A letra impressa da música identifica estes dois versos como citação, através da inclusão de aspas.
| “ | ... um exemplo é, no 'Pinkerton', no 'El Scorcho', dois versos da música foram de facto retirados de uma composição de alguém da minha aula de Expositiva. Porque em algum momento nós tínhamos de fazer um pequeno workshop qualquer cujo trabalho era o de rever a composição de alguém. Então, eu revi a composição dessa pessoa e gostei de algumas linhas, pelo que peguei nelas e usei-as na música. | ” |

O verdadeiro significado de "watchinh Grunge leg-drop New Jack through a press table" encontra-se associado a uma referência ao lutador da ECW Johnny Grunge a efectuar um leg drop a New Jack através de uma mesa, referindo possivelmente uma fotografia de Grunge a lutar com New Jack que foi publicada na Pro Wrestling Illustrated. Notavelmente, Johnny Grunge fazia parte de uma equipa conhecida como "The Public Enemy", uma conexão com a citação "I'm the epitome/of Public Enemy" feita no início da música.

## Vídeo Musical
Para o single, Rivers Cuomo recusou-se a fazer qualquer vídeo do tipo de "Buddy Holly", explicando,
| “ | Eu realmente quero que as músicas passem de forma imaculada durante esta altura...Eu realmente quero transmitir os meus sentimentos directamente e por isso é que eu fui tão cuidadoso em dirigir a composição nesse sentido. Eu odiaria que o vídeo deturpasse a música, ou exagerasse em certos aspectos. | ” |

O vídeo final apresenta a banda a tocar numa sala de assembleia em Los Angeles, cercada por dispositivos luminosos de origem diversa, piscando ao ritmo da música. No início do vídeo, um letreiro em néon dispõe a palavra "Weerez", enquanto que no final se pode ler "Weezer". O vídeo estreou-se no programa da MTV chamado 120 Minutes e recebeu uma transmissão moderada no canal. Mark Romanek realizou o vídeo.

## Lista de Faixas
Disco Vinil 7" Single Reino Unido/CD Reino Unido #1
| N.º | Título                            | Compositor(es) | Duração |  |
| 1.  | "El Scorcho"                      | Rivers Cuomo   | 4:03    |  |
| 2.  | "You Gave Your Love to Me Softly" | Rivers Cuomo   | 1:57    |  |

CD Reino Unido #2
| N.º | Título                            | Compositor(es) | Duração |  |
| 1.  | "El Scorcho"                      | Rivers Cuomo   | 4:03    |  |
| 2.  | "You Gave Your Love to Me Softly" | Rivers Cuomo   | 1:57    |  |
| 3.  | "Devotion"                        | Rivers Cuomo   | 3:11    |  |